# Kaposy K. Ödön
Kaposy K. Ödön (eredetileg: Klaszek) (Budafok, 1914. április 14. – Budapest, 1996. október 9.) festőművész.

## Élete
A budapesti Képzőművészeti Főiskolán 1938-ban kezdte meg tanulmányait, ahol Rudnay Gyula és Karlovszky Bertalan voltak tanárai. 1939–1940-ben a velencei Accademia di Belle Arti főiskolán képezte tovább magát. A második világháború után költözött vissza Budapestre, ahol az 1950-es években az I. sz. Textilipari Technikum – később: Bolyai János Textilipari Technikum – rajztanára volt. 1956-tól 1980-ig Londonban élt és dolgozott. 1995-től haláláig tagja volt a Magyar Festők Társaságának is.
Fiatal éveiben bejárta a világot, járt Görögországban, Olaszországban, Spanyolországban, Törökországban, a Közel-Keleten, Egyiptomban, Líbiában, Marokkóban, Szíriában. „Csavargóként” tett utazásairól regény formájú olvasmányos útleírásokban (Csavargó voltam, Kerékpáron Afrikában, "Girl Pat" a kalózhajó, Nyomok a mocsárban stb.) számolt be, amelyek saját illusztrációival jelentek meg könyv alakban Magyarországon, az 1930–1940-es években. Emellett írt más ifjúsági kalandregényeket is (pl. Vadvizeken, amely egy balatoni vitorlázás kalandjairól szól).

## Művészete
Korai éveiben posztimpresszionista képeket festett. Szeretett házakat, vízparti jeleneteket, parkrészleteket, aktokat festeni. Jelentősebb művei: Beszélgetés egy londoni kávéházban, Visszapillantó akt, Bárkák a Temzén, Marokkói piac.
1948-ban és 1953-ban Budapesten volt egyéni kiállítása, 1957 és 1966 között pedig több európai nagyvárosban (London, Edinburgh, Leiden, Brüsszel), valamint az USA-ban és Kanadában voltak egyéni kiállításai, továbbá számos csoportos kiállításon vett részt műveivel Budapesten (1953, Műcsarnok), Szigetváron (1986), az Andrássy-palotában (1987) és különféle londoni galériákban. Munkáit részben a londoni Old Brompton Road Library őrzi. Hazatérése után festett képei magántulajdonban vannak.